# Trent Kraychir
Trent Kraychir (* 9. Juli 1989 in Anaheim, Kalifornien) ist ein US-amerikanischer Skeletonpilot.

## Werdegang
Trent Kraychir wurde in Anaheim geboren und lebt in Desert Hot Springs (Kalifornien). Er war während seines Studiums an der Fort Hays State University im Hammerwurf aktiv und wechselte anschließend zum Skeleton. In der Saison 2013/14 startete Kraychir erstmals im Nordamerikacup. Er nahm an sieben der acht Saisonrennen teil und erreichte als beste Platzierungen zwei siebte Ränge bei den letzten beiden Rennen in Lake Placid. Im Winter 2014/15 war er erneut im Nordamerikacup im Einsatz und konnte in allen acht Rennen einstellige Platzierungen erreichen. Er gewann ein Rennen in Whistler, stand weitere vier Male auf dem Podest und gewann die Gesamtwertung vor seinen Teamkollegen Michael Rogals und Austin McCrary.